# North Uist
North Uist (schottisch-gälisch Uibhist a Tuath) ist eine Insel der Äußeren Hebriden. Im Jahr 2011 lebten auf ihr 1254 Menschen. Sie ist mittels Dämmen mit der Nachbarinsel Benbecula (über Grimsay) sowie mit Berneray und Baleshare verbunden. Vor seiner Nordküste liegen verschiedene kleine Gezeiteninseln, darunter Vallay. Mit Ausnahme des Südostens ist die Insel sehr flach und über die Hälfte befindet sich bei Flut unter dem Meeresspiegel. Der auf North Uist heimische Arzt und Ingenieur Alasdair Ban MacLeod („Dr. Ban“, 1788–1854) gehörte zu den ersten Verwaltern, die sich systematisch und professionell um die Wasserwirtschaft, die Landwirtschaft und Infrastruktur der Insel bemühten.
Die wichtigste Siedlung auf der Insel ist der im Norden gelegene Fischereihafen von Lochmaddy, der auch Sitz eines Museums, eines Kunstzentrums und einer Camera obscura ist. Fähren fahren von dem Dorf nach Uig auf Skye und von Otternish nach Leverburgh nach Harris auf der Insel Lewis and Harris. Andere Orte auf North Uist sind Port nan Long und Scolpaig, wo der Scolpaig Tower aus dem 19. Jahrhundert wiederersteht. Südwestlich von Lochmaddy am Knotenpunkt der Nationalstraßen A865 und der A867 liegt Clachan na Luib. Die Insel Benbecula hat einen Flugplatz, den Benbecula Airport.
Die Insel ist für ihre Vogelwelt bekannt, darunter befinden sich der Wachtelkönig, die Küstenseeschwalbe, der Basstölpel, die Grauammer und der Papageitaucher.

## Sehenswürdigkeiten
North Uist hat prähistorische Überreste, darunter besonders viele Steinsetzungen, wie den Steinkreis Pobull Fhinn und die Menhire (Standing Stones) von Na Fir Bhreige, ferner die Cairns von Barpa Langass und Unival, die Brochs Dun an Sticir und Dun Torcuill, das Souterrain Druim na H-Uamha sowie das Clyde Tomb von Geirisclett, einige Wheelhäuser und der mittelalterliche „Teampull na Trionaid“ (Trinity Temple). Sämtliche Baudenkmäler auf North Uist sind auf der Liste der Listed Buildings auf North Uist zusammengefasst.

### Scolpaig Tower
Der Scolpaig Tower aus dem 19. Jahrhundert (auch MacLeod’s Folly) ist ein romantisches Bauwerk auf einer kleinen Insel im See Loch Scolpaig. Es wurde um 1830 von Alasdair (Alexander) "Ban" MacLeod im neogotischen Stil als Arbeitsbeschaffungsprogramm gegen eine Hungersnot in Auftrag gegeben. Der Turm steht auf dem Platz eines eisenzeitlichen Brochs, von dem nichts mehr erhalten ist. Er hat einen achteckigen Grundriss, zwei Etagen und einen Zinnenkranz als Abschluss.
Er dient heute als Vogelnistplatz und wird vom Council for Scottish Archaeology erhalten.

## Persönlichkeiten
- Alasdair Ban MacLeod (1788–1854), Arzt, Ingenieur und Wissenschaftler
- Julie Fowlis (* 1979), Folksängerin und Multiinstrumentalistin